# Cudowna lampa Aladyna (film 1970)
Cudowna lampa Aladyna (franc. Aladin et la Lampe merveilleuse) – francuski film animowany z 1970 roku w reżyserii Jeana Image na podst. baśni z Tysiąca i jednej nocy opowiadającej o Aladynie i jego lampie.   
Polska premiera odbyła się w styczniu 1972 roku w podwójnym pokazie z czechosłowackim filmem wycinankowym Dole i niedole psa Bodrzyka produkcji Krátký film Praha z 1970 roku.   

## Fabuła
Groźny czarnoksiężnik z Afryki pragnie zawładnąć czarodziejską lampą, pozwalającą jej właścicielowi panować nad światem. Geniusz ciemności zdradza czarnoksiężnikowi tajemnicę: lampa znajduje się w małym azjatyckim miasteczku i spotyka tam Aladyna. Postanawia przy jego pomocy zdobyć lampę i – podając się za wuja chłopca – wkrada się do jego domu. Odszukują wspólnie lampę, ale gdy Aladyn nie chce jej oddać, czarnoksiężnik zamyka go w ciemnej grocie. Chłopiec wydostaje się jednak z pułapki i dzięki darom lampy żyje w dobrobycie. Jako dorosły już młodzieniec Aladyn zakochuje się w pięknej córce sułtana. Skarby, drogocenne klejnoty, którymi hojnie obdziela go lampa, pomagają mu zdobyć rękę księżniczki. Niestety, w dniu ślubu czarnoksiężnik kradnie Aladynowi lampę i porywa narzeczoną uwożąc ją do dalekiego kraju. Dzielny Aladyn odnajduje jednak czarnoksiężnika i po odzyskaniu lampy i bierze ślub z córką sułtana.

## Obsada głosowa
- Gaston Guez – Aladyn
- Paul Guez – mały Aladyn
- Jean-Pierre Leroux – nastoletni Aladyn
- Henri Virlojeux – czarnoksiężnik
- Claire Guibert – matka Aladyna
- René Hiéronimus – sowa Hi-Hi
- Lucie Dolène – księżniczka
- Fred Pasquali – dżin z pierścienia
- Georges Atlas – dżin z lampy
- Richard Francœur – sułtan
- Lita Recio – papuga Can-Can
- Michel Gudin – narrator

## Wersja polska[1]
Reżyseria: Jerzy Twardowski

Dialogi: Grażyna Dyksińska-Rogalska

Teksty piosenek: Zbigniew Stawecki

Dźwięk: Zdzisław Siwecki

Montaż: Henryka Meldner

Kierownictwo produkcji: Jan Szatkowski

Wystąpili:
- Janusz Mond – 
  - Aladyn,
  - nastoletni Aladyn
- Janusz Szutkowski – mały Aladyn
- Witold Kałuski – czarnoksiężnik
- Małgorzata Leśniewska – matka
- Zbigniew Kryński – sowa Hi-Hi
- Halina Kowalska – księżniczka,
- Janusz Pilarski – sułtan
- Tadeusz Cygler – wielki wezyr
- Alina Bukowska – papuga Can-Can